# Valdemarsegen
Valdemarsegen er et dansk egetræ i skovene ved Corselitze på Falster.
Træet blev i 1990 målt til at være 25,4 meter højt og have en omkreds på 9,35 meter. Træet er anslået til at være omkring 550 år gammelt. Egen er Danmarks største træ målt i volumen på over 100 m³.